# Leigh-on-Sea
Leigh-on-Sea is een civil parish in het bestuurlijke gebied Southend-on-Sea, in het Engelse graafschap Essex. De plaats telt 22.509 inwoners.

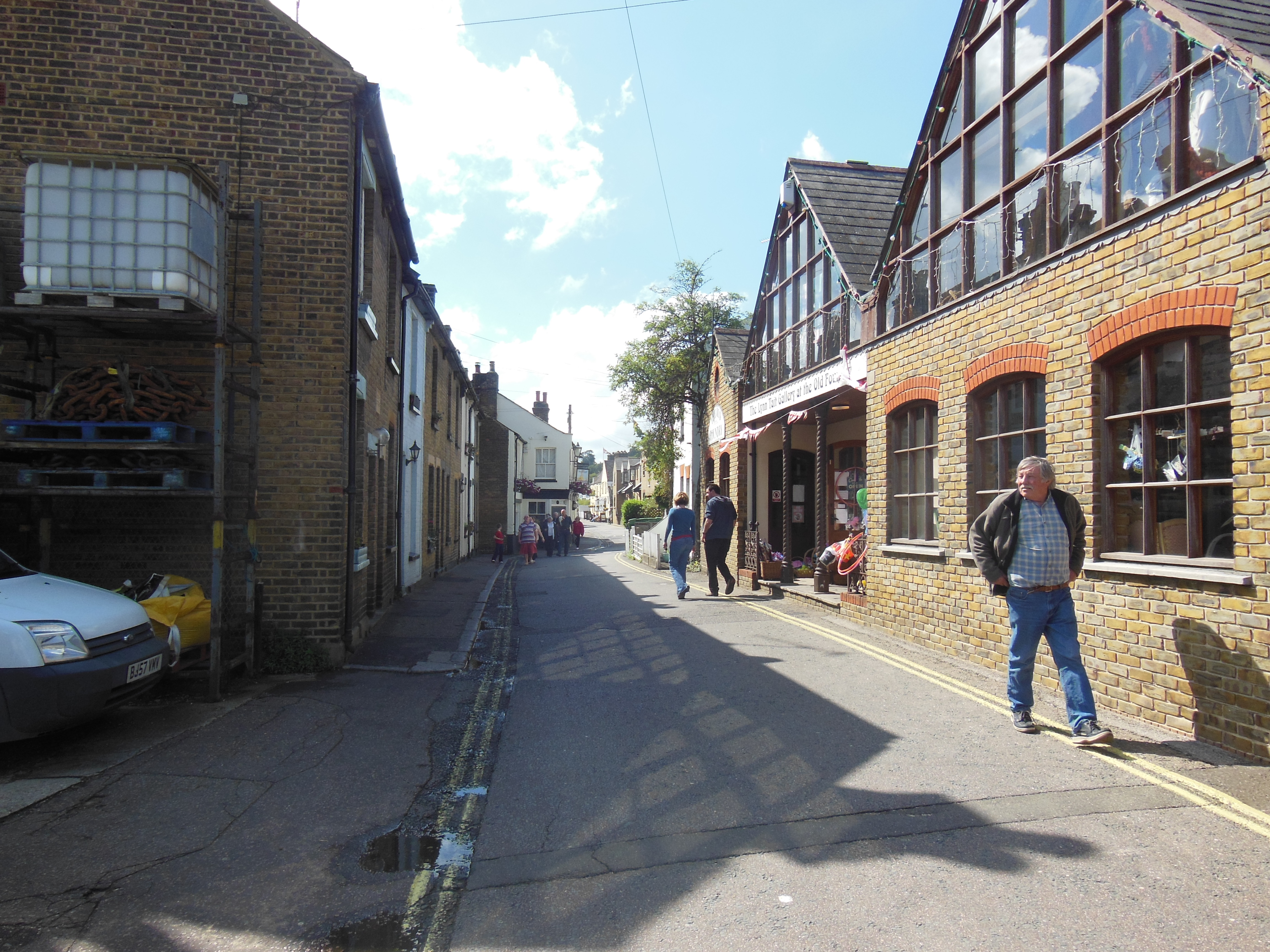
High Street van Old Leigh (Leigh-on-Sea)
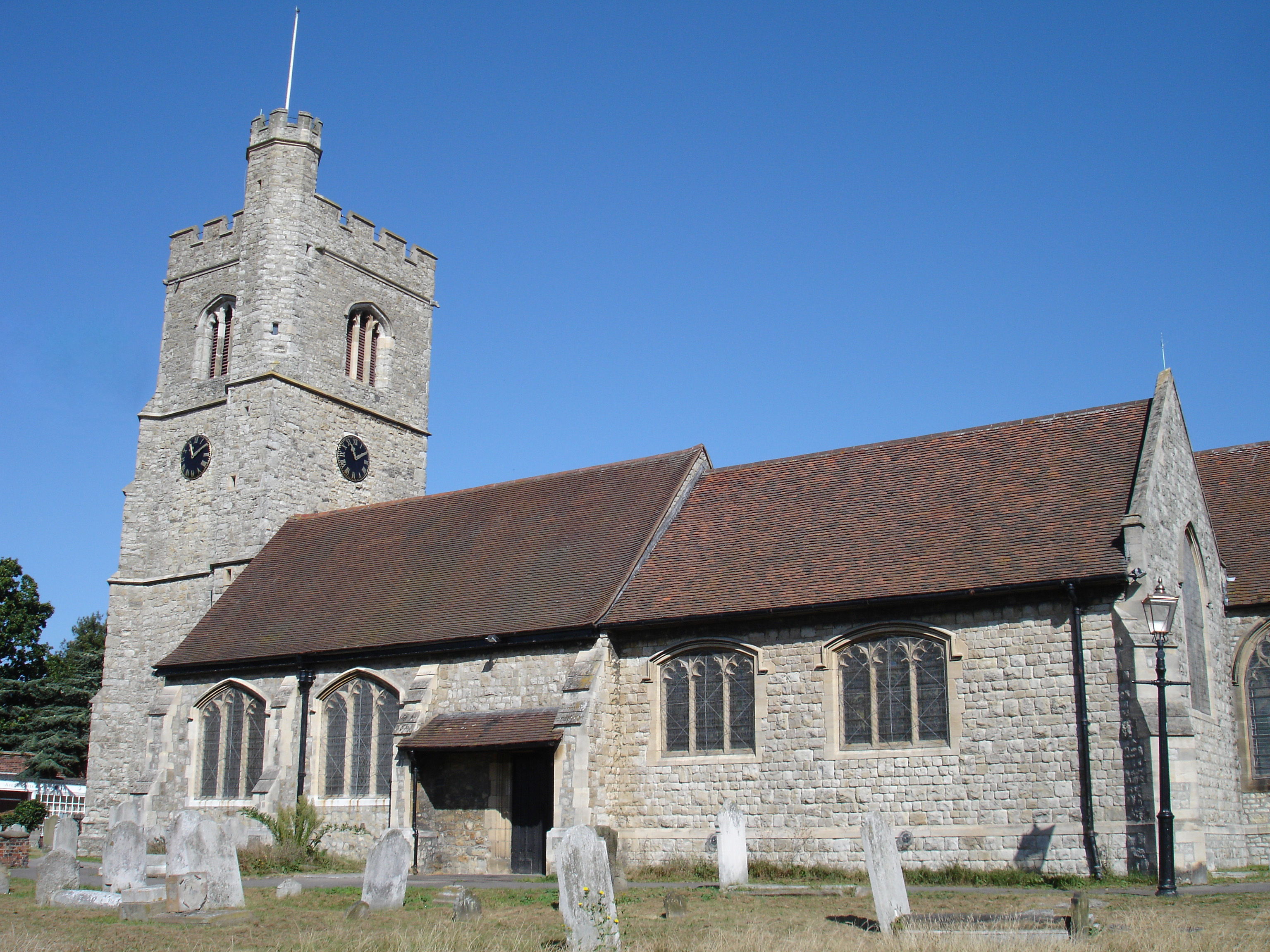
Kerk van St Clemens in Leigh-on-Sea

## Geboren in Leigh-on-Sea
- John Fowles (1926-2005), romanschrijver en essayist
- John Lloyd (1954), tennisser
- Tina Cousins (1971), zangeres

## Overleden in Leigh-on-Sea
- David Amess (1952-2021), politicus